# Verdauungsmethode
Die Verdauungsmethode oder Verdauungsverfahren ist eine Methode der Trichinenuntersuchung. Dabei werden Muskelfleischproben in einer Verdauungsflüssigkeit verdaut und sowohl verkapselte als auch freie Trichinenlarven freigesetzt und anschließend im Sediment der Probe mikroskopisch nachgewiesen. Die Verdauungsmethode ist in der Europäischen Union die Referenzmethode der Trichinenuntersuchung. Sie erlaubt die gleichzeitige Untersuchung von bis zu 100 Proben à 1 g und ist wesentlich sensitiver als die früher übliche mikroskopische Untersuchung von Quetschpräparaten (Trichinelloskopie). Die Durchführung ist in der Durchführungsverordnung (EG) 2015/1375 geregelt.
Die Probenmenge richtet sich nach der Tierart und dem verfügbaren Untersuchungsmaterial. Sind Zwerchfellpfeiler vorhanden, reicht bereits 1 g pro Tier, da dieser Muskel ein bevorzugter Sitz des Parasiten ist. Stehen nur andere Muskelproben zur Verfügung, sind beim Schwein 2 g, von Fleischteilen und Gefrierfleisch 5 g zu untersuchen. Von anderen Tierarten sind mindestens 10 g Kaumuskulatur, Zunge, Zwerchfell oder Muskulatur aus dem Vorderlauf zu entnehmen und zu untersuchen.
Als Verdauungslösung werden 16 ml 25%ige Salzsäure und 2 l Wasser mit einem beheizbaren Magnetrührer auf 46 bis 48 °C erwärmt und anschließend wird 10 g Pepsin zugegeben. Die Fleischproben werden mit einem Mixer zerkleinert und 100 g in die Verdauungslösung überführt. Anschließend wird das Untersuchungsgut bei 44 bis 46 °C für mindestens 30 Minuten verdaut und dann die Lösung durch ein Sieb mit 180 µm Maschenweite in einen Scheidetrichter gegeben. Nach 30 Minuten Absetzzeit werden 40 ml der Flüssigkeit entnommen und nach weiteren 10 Minuten Stehzeit 30 ml davon abgesaugt. Die übriggebliebene Probenflüssigkeit wird anschließend mikroskopisch untersucht.
Alle Materialien der Untersuchung gelten als potentiell kontaminiert und müssen auf über 80 °C erhitzt werden.